# Yaakov Peri
Yaakov / Ya'akov Peri, (Hebreeuws: יעקב פרי) (Tel Aviv, 20 februari 1944) is een Israëlische politicus van Yesh Atid ('Er is een Toekomst').
Peri werd geboren ten tijde van het Mandaatgebied Palestina. Na zijn militaire diensttijd studeerde hij zowel aan de Hebreeuwse Universiteit van Jeruzalem als aan de Universiteit van Tel Aviv. Aan laatste behaalde hij een bachelor in Midden-Oosten-studies en Joodse geschiedenis.
In 1966 kwam hij in dienst van de Sjien Beet, de binnenlandse veiligheidsdienst van Israël (tegenwoordig Sjabak geheten). Hij werd aanvankelijk opgeleid om veldagent in het Arabische deel te worden. Vanaf 1972 bekleedde hij posten hogerop in de organisatie. Zo gaf hij onder meer leiding aan de afdeling belast met het trainen van agenten en bekleedde hij de posten van hoofd van het noordelijk commando en van het Jeruzalem, Judea en Samaria-commando om in 1988 directeur van de Sjien Beet te worden. In die hoedanigheid nam hij ingrijpende maatregelen om de problemen die door de Eerste Intifada werden veroorzaakt het hoofd te bieden alsook om in te spelen op de nieuwe veiligheidstoestand die naar aanleiding van de Oslo-akkoorden was ontstaan.
In 1994 nam hij verlof op om aan de Harvard-universiteit economie en management te gaan studeren. Het jaar daarop verliet hij de Sjien Beet en ging in zaken en tevens lesgeven aan eerdergenoemde universiteit. Van 1995 tot 2003 was hij bestuursvoorzitter van Cellcom, de grootste telecommunicatiemaatschappij van Israël.
In 2012 trad hij op in een documentaire over de Sjien Beet - The Gatekeepers - waarin hij inging op de belangrijkste gebeurtenissen van zijn periode bij deze veiligheidsdienst.
Namens Yesh Atid verkreeg hij na de Knessetverkiezingen van 2013 een zetel in het parlement. Eveneens werd hij minister van Wetenschap, Technologie en Ruimte in het kabinet-Netanyahu III, een post die hij tot eind 2014 bekleedde toen hij het kabinet verliet omdat eerder zijn politiek leider - Yair Lapid - het veld had moeten ruimen.